# Temamatla
Temamatla là một đô thị thuộc bang México, México. Năm 2005, dân số của đô thị này là 10135 người.